# Michael Crawford

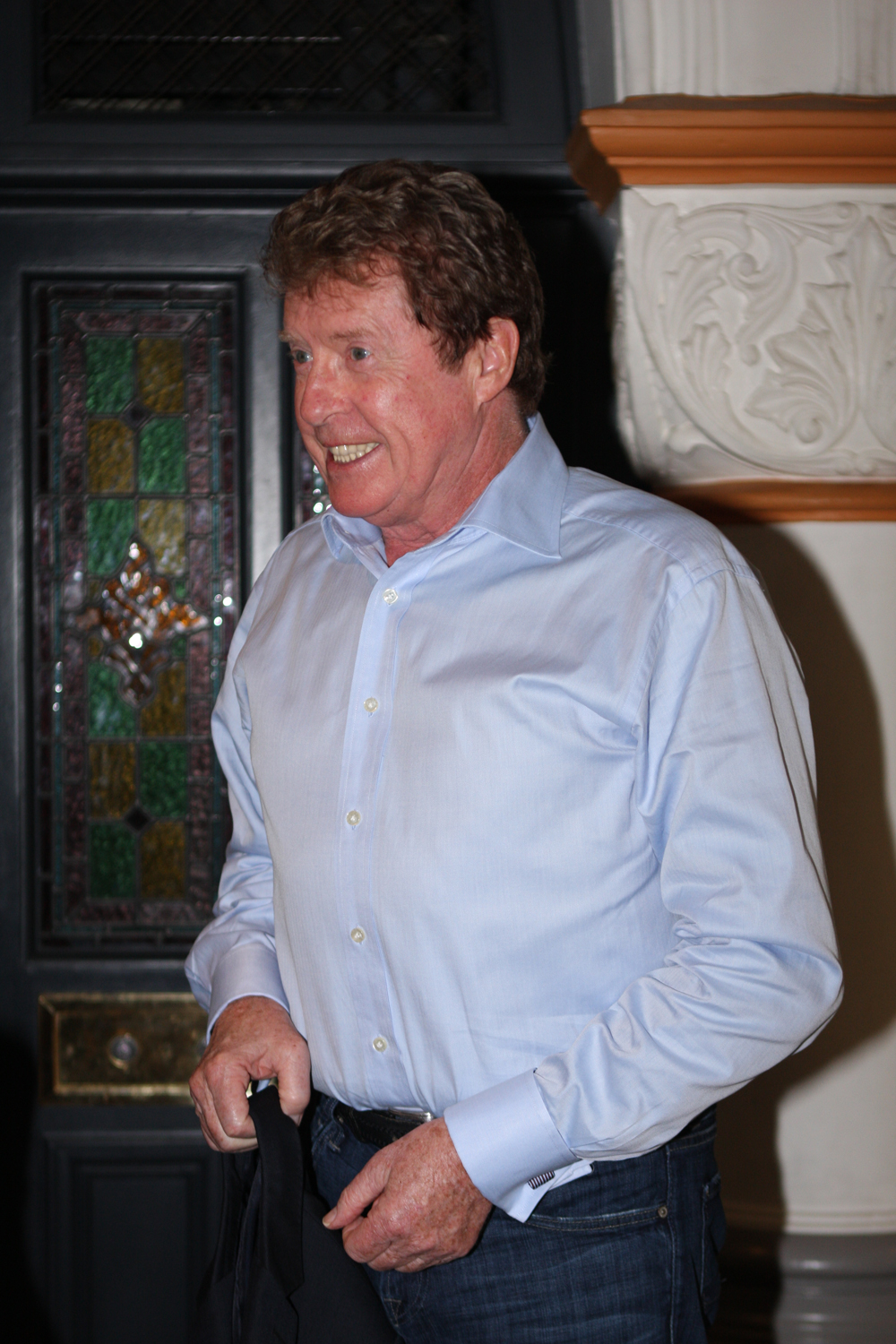
Michael Crawford (2012)

Michael Crawford, CBE, eigentlich Michael Patrick Dumble-Smith, (* 19. Januar 1942 in Salisbury, Wiltshire, England) zählt zu den bekanntesten britischen Musical-Schauspielern und Sängern. 2002 wurde er auf Platz 17 der 100 Greatest Britons gewählt. Berühmtheit erlangte er insbesondere durch seine Darstellung der Titelfigur in der Originalproduktion von Das Phantom der Oper, wofür er mit dem Tony Award und dem Laurence Olivier Award ausgezeichnet wurde. Weitere Bekanntheit erlangte er durch die Sitcom Some Mothers Do 'Ave ’Em! sowie verschiedene Filme wie Condorman, Der gewisse Kniff und Wie ich den Krieg gewann.

## Leben
Michael Crawford begann seine Schauspielkarriere als Siebenjähriger. In den 1960er-Jahren spielte er in mehreren Filmen des US-amerikanischen Regisseurs Richard Lester mit, so in Der gewisse Kniff (The Knack … and How to Get It, 1964, mit der Filmmusik von John Barry), in dem Filmmusical Toll trieben es die alten Römer (A Funny Thing Happened on the Way to the Forum, 1966) und in der Antikriegssatire Wie ich den Krieg gewann (How I Won the War, 1967, mit John Lennon als Nebendarsteller). Bekannt wurde er 1973 in der Rolle des Frank Spencer in der erfolgreichen BBC-Sitcom Some Mothers Do 'Ave ’Em!.
Einem Millionenpublikum wurde er in der Hauptrolle des Phantoms im Erfolgsmusical Das Phantom der Oper (The Phantom of the Opera) bekannt. Für diese Rolle erhielt er 1986 den Laurence Olivier Award und 1988 den Tony-Award. Seine Interpretation von The Music of the Night (Die Musik der Nacht) zählt noch heute, 30 Jahre nach seiner Performance in London und am Broadway, zu den beliebtesten überhaupt und dient den aktuellen Phantom-Darstellern nach wie vor als Vorbild.
Im MGM GRAND HOTEL in Las Vegas hatte Crawford in der Show EFX! 1995 Premiere. Dieses 90-minütige Musical hatte seinen Fokus auf den Spezialeffekten und erzählte mehrere Fantasy-Kurzgeschichten. Crawford übernahm in dieser spektakulären Show 4 Rollen, allerdings verletzte er sich 1996 so schwer bei einer der vielen akrobatischen Einlagen, dass er die Show verlassen musste.
Im September 2002 kehrte er an den Broadway zurück, als Count Giovanni von Krolock in Dance of the Vampires, einer an vielen Stellen stark überarbeiteten Fassung des österreichisch-deutschen Kultmusicals Tanz der Vampire. Obwohl dem Musical kein Erfolg beschieden war und Ende Januar 2003 der letzte Vorhang fiel, wurde er für seine Darstellung mit dem Drama Desk Award geehrt.
Danach übernahm er die Rolle des Count Fosco in Andrew Lloyd Webbers neuem Musical The Woman in White, gab diese aber aus gesundheitlichen Gründen auf.
Am 9. Januar 2006 wohnte er der Galavorstellung von Das Phantom der Oper bei, die das Musical zum am längsten laufenden in Londons Musical-Geschichte auszeichnete und damit Cats ablöste.
2011 spielte er im London Palladium die Titelrolle in Webbers Musical-Adaption von Der Zauberer von Oz. Am 2. Oktober 2011 trat er in der Royal Albert Hall im Finale zum 25-jährigen Jubiläum von Das Phantom der Oper, bei der er allerdings nicht sang, auf.
Am 27. Mai 2016 kehrte er ans Londoner West End zurück und spielte am Apollo Theatre die Hauptrolle des Colston in The Go-Between, einer Musical-Adaption des gleichnamigen Romans von L. P. Hartley.

## Diskografie

### Alben
| Jahr | Titel                                         | Höchstplatzierung, Gesamtwochen, AuszeichnungChartplatzierungen (Jahr, Titel, Platzierungen, Wochen, Auszeichnungen, Anmerkungen) | Höchstplatzierung, Gesamtwochen, AuszeichnungChartplatzierungen (Jahr, Titel, Platzierungen, Wochen, Auszeichnungen, Anmerkungen) | Anmerkungen                                                              |
| Jahr | Titel                                         | UK | US | Anmerkungen                                                              |
| ---- | --------------------------------------------- | --- | --- | ------------------------------------------------------------------------ |
| 1974 | Billy                                         | UK— SilberUK | — | Erstveröffentlichung: 1974 Cast-Album                                    |
| 1987 | Songs From The Stage And Screens              | UK12 Platin · (13 Wo.)UK | US192 (2 Wo.)US | Erstveröffentlichung: 1987 mit London Symphony Orchestra                 |
| 1989 | With Love/The Phantom Unmasked                | UK31 Gold · (7 Wo.)UK | — | Erstveröffentlichung: 1989                                               |
| 1991 | Michael Crawford Performs Andrew Lloyd Webber | UK3 ×2Doppelplatin · (36 Wo.)UK                                                                                                   | US54 Platin · (31 Wo.)US | Erstveröffentlichung: 11. November 1991 mit Royal Philharmonic Orchestra |
| 1993 | A Touch of Music in the Night                 | UK12 Platin · (11 Wo.)UK | US39 Gold · (21 Wo.)US | Erstveröffentlichung: 3. Oktober 1993                                    |
| 1994 | The Love Songs Album                          | UK64 (6 Wo.)UK | — | Erstveröffentlichung: 1994                                               |
| 1998 | On Eagle’s Wings                              | UK65 (4 Wo.)UK | US57 Gold · (13 Wo.)US | Erstveröffentlichung: 1998                                               |
| 1999 | A Christmas Album                             | — | US98 (6 Wo.)US | Erstveröffentlichung: 1999                                               |
| 1999 | The Most Wonderful Time Of The Year           | UK69 (2 Wo.)UK | — | Erstveröffentlichung: 1999                                               |
| 2001 | The Disney Album                              | UK76 (2 Wo.)UK | — | Erstveröffentlichung: 2001                                               |
| 2004 | The Very Best Of                              | UK54 Silber · (5 Wo.)UK | — | Erstveröffentlichung: 2004                                               |
| 2012 | The Ultimate Collection                       | UK41 Silber · (4 Wo.)UK | — | Erstveröffentlichung: 2012                                               |

Weitere Soloalben
- 1994: Favorite Love Songs
- 1998: In Concert
- 2001: The Early Years – MCIFA Members Only Exclusive
- 2001: The Best of Michael Crawford

### Cast-Alben
- 1966: A Funny Thing Happened on the Way to the Forum
- 1969: Hello, Dolly!
- 1980: Flowers for Algernon
- 1981: Barnum
- 1986: The Phantom of the Opera
- 1986: Highlights from The Phantom of the Opera
- 1993: Once Upon a Forest
- 1995: EFX
- 2004: The Woman in White (London Cast)

### Singles
| Jahr | Titel Album                                                                       | Höchstplatzierung, Gesamtwochen, AuszeichnungChartplatzierungen (Jahr, Titel, Album, Platzierungen, Wochen, Auszeichnungen, Anmerkungen) | Höchstplatzierung, Gesamtwochen, AuszeichnungChartplatzierungen (Jahr, Titel, Album, Platzierungen, Wochen, Auszeichnungen, Anmerkungen) | Anmerkungen                                              |
| Jahr | Titel Album                                                                       | UK | US | Anmerkungen                                              |
| ---- | --------------------------------------------------------------------------------- | --- | --- | -------------------------------------------------------- |
| 1987 | Wishing You Were Somehow Here Again Michael Crawford Performs Andrew Lloyd Webber | UK7 (12 Wo.)UK | — | Erstveröffentlichung: 1987 mit Sarah Brightman           |
| 1987 | When You Wish Upon A Star –                                                       | UK97 (1 Wo.)UK | — | Erstveröffentlichung: 1987 mit London Symphony Orchestra |
| 1994 | The Music Of The Night A Touch Of Music In The Night                              | UK54 (3 Wo.)UK | — | Erstveröffentlichung: 1994 mit Barbra Streisand          |

### Videoalben
- 1998: In Concert

## Auszeichnungen für Musikverkäufe
| Goldene Schallplatte - Australien - 1998: für das Album In Concert - 1998: für das Album With Love/The Phantom Unmasked - 2001: für das Album Songs From The Stage And Screens - 2003: für das Videoalbum In Concert - Kanada - 1994: für das Album Michael Crawford Performs Andrew Lloyd Webber - 1994: für das Album A Touch of Music in the Night | Platin-Schallplatte - Australien - 1995: für das Album Favorite Love Songs - 1998: für das Album On Eagle’s Wings - 2001: für das Album The Disney Album - 2001: für das Album The Best of Michael Crawford 3× Platin-Schallplatte - Australien - 1995: für das Album A Touch of Music in the Night |

Anmerkung: Auszeichnungen in Ländern aus den Charttabellen bzw. Chartboxen sind in ebendiesen zu finden.
| Land/RegionAuszeichnungen für Musikverkäufe (Land/Region, Auszeichnungen, Verkäufe, Quellen) | Silber     | Gold     | Platin       | Verkäufe  | Quellen         |
| -------------------------------------------------------------------------------------------- | ---------- | -------- | ------------ | --------- | --------------- |
| Australien (ARIA)                                                                            | —          | 4× Gold4 | 7× Platin7   | 602.500   | aria.com.au     |
| Kanada (MC)                                                                                  | —          | 2× Gold2 | —            | 100.000   | musiccanada.com |
| Vereinigte Staaten (RIAA)                                                                    | —          | 2× Gold2 | Platin1      | 2.000.000 | riaa.com        |
| Vereinigtes Königreich (BPI)                                                                 | 3× Silber3 | Gold1    | 4× Platin4   | 1.480.000 | bpi.co.uk       |
| Insgesamt                                                                                    | 3× Silber3 | 9× Gold9 | 12× Platin12 |           |                 |

## Filmografie (Auswahl)
- 1952: BBC Sunday-Night Theatre (Fernsehserie, 1 Folge)
- 1958: Soapbox Derby
- 1958: Kampf nach Noten (Blow Your Own Trumpet)
- 1960: Das französische Fräulein (A French Mistress)
- 1961–1962: Sir Francis Drake (Fernsehserie, 18 Folgen)
- 1962: Wir alle sind verdammt (The War Lover)
- 1964–1965: Not So Much a Programme, More a Way of Life (Fernsehserie, 12 Folgen)
- 1965: Der gewisse Kniff (The Knack ...and How to Get It)
- 1965: Two Left Feet
- 1965: A World of Comedy (Fernsehserie, 11 Folgen)
- 1966: Toll trieben es die alten Römer (A Funny Thing Happened on the Way to the Forum)
- 1967: Minirock und Kronjuwelen (The Jokers)
- 1967: Wie ich den Krieg gewann (How I Won the War)
- 1969: Hello, Dolly!
- 1970: The Games
- 1970: Hello – Goodbye
- 1972: Alice im Wunderland (Alice’s Adventures in Wonderland)
- 1973–1978: Some Mothers Do 'Ave 'Em (Fernsehserie, 22 Folgen)
- 1979: Chalk and Cheese (Fernsehserie, 6 Folgen)
- 1981: Condorman
- 1986: Barnum! (Fernsehfilm)
- 1993: Meister Dachs und seine Freunde (Once Upon a Forest, Sprechrolle)
- 2011: Andrew Lloyd Webber’s Das Phantom der Oper in der Royal Albert Hall (The Phantom of the Opera at the Royal Albert Hall)

## Auszeichnungen (Auswahl)
- 1988: Tony Award als bester Hauptdarsteller in einem Musical (Das Phantom der Oper).
- 1988: Drama Desk Award als herausragender Darsteller in einem Musical (Das Phantom der Oper).

Nominierungen
- 2003: Drama Desk Award als herausragender Darsteller in einem Musical (Dance of the Vampires).